# 신윈라이
신윈라이(중국어 간체자: 辛云来, 정체자: 辛雲來, 병음: Xīn Yúnlái, 한자음: 신운래, 1994년 9월 22일~)는 중화인민공화국의 배우이다.

## 작품 목록

### 텔레비전 드라마
- 2018년 아이치이 웹드라마 《아재미래등니》 - 천둥(陈桐) 역
- 2019년 텐센트 웹드라마 《몽화 : 한 여름 밤의 꿈》 - 윤제(允禵) 역
- 2020년 텐센트 웹드라마 《불설황연인》 - 팡즈유(方知有) 역
- 2021년 텐센트 웹드라마 《영롱 : 신주의 모험》 - 은소(银霄) 역
- 2022년 망고 TV 웹드라마 《아요화니주형제 : 너와 형제가 되고싶어》 - 가오양(高阳) 역
- 2023년 망고 TV 웹드라마 《무면지경 : 최면술 살인사건》 - 뤄페이(罗飞) 역
- 2023년 아이치이 웹드라마 《외파적신세계》 - 팡커치(方可期) 역
- 2024년 후난위성텔레비전 금응독파극장 《여봉행》 - 묵방(墨方) 역